# Kambo, Björklinge socken
Kambo är en by en kilometer öster om Långsjön, Björklinge i Uppsala kommun, Uppsala län.
Kambo ligger i sydöstra delen av Björklinge socken och består av enfamiljshus samt bondgårdar. Orten är känd på grund av att Bror Hjorth bott en tid där med sin familj.